# Chorion

Ein befruchtetes Hühnerei am neunten Tag seiner Entwicklung

Das Chorion (von altgriechisch χόριον ‚Haut, Leder, Nachgeburt‘; auch Serosa genannt) ist die äußere der beiden Fruchthüllen des Embryos bzw. Fetus der „höheren“ Landwirbeltiere (Amniota). Der vom Chorion umschlossene Raum wird auch als Chorion- oder Fruchthöhle bezeichnet.
Der ebenfalls „Chorion“ genannte Bestandteil von Insekten-, Kopffüßer- und Fischeiern ist weder homolog noch analog dem Chorion der Amnioten, weil er keine Fruchthülle, sondern lediglich eine Eihülle ist, die noch im Eierstock des Muttertiers von der Eizelle selbst oder von den Follikelepithelzellen abgeschieden wird. Das Chorion von Fischeiern ist jedoch homolog der Zona pellucida von Landwirbeltiereizellen.

## Plazentale Säugetiere
Bei den Theria erfolgt der Stoffaustausch zwischen Mutter und Embryo bzw. Fetus (uteroplazentaler Kreislauf) unter anderem über das Chorion. Bei den plazentalen Säugetieren wird es Zottenhaut genannt und besteht aus dem extraembryonalen Mesoderm und dem Trophoblasten, der äußeren Zellschicht der Blastozyste (eines sehr frühen aber schon schwach differenzierten Embryonalstadiums, das unter anderem auch einen embryonalen und einen adembryonalen Pol aufweist), der sich zu diesem Zeitpunkt bereits in den äußeren Syncytiotrophoblasten und den inneren Cytotrophoblasten differenziert hat. Das Chorion sendet Zotten in Richtung des Endometriums aus, das nach der Einnistung (Nidation) einer befruchteten „Eizelle“ (genauer: der Blastozyste)  Decidua graviditatis genannt wird und den Embryo in Form der Decidua capsularis umgibt.
Die Zottenbildung beginnt noch im Blastozystenstadium nach der initialen Etablierung des uteroplazentalen Kreislaufs mit dem Einwachsen der Primärzotten aus dem Cytotrophoblasten in vorgebildete, radiale Einstülpungen (Trabekel) des Syncytiotrophoblasten. Die Trabekel bzw. Primärzotten ragen in einen Hohlraum des Syncytiotrophoblasten (Lacunae) hinein, in den mütterliche Blutkapillaren einmünden. Von innen wächst das extraembryonale Mesoderm in die Primärzotten, die ab diesem Stadium Sekundärzotten genannt werden.
Wenngleich in dieser frühen Phase der Embryonalentwicklung die Lacunen-, Trabekel- und Zottenbildung noch über das gesamte Chorion hinweg erfolgt, ist sie am adembryonalen Pol, der zum Uteruslumen hin weist, besonders schwach ausgeprägt. Später beschränkt sich die Zottenbildung ausschließlich auf den embryonalen Pol, während sich die Zotten im übrigen Teil des Chorion-Decidua-Komplexes wieder zurückbilden. Jener Teil des Chorions, auf den sich die Zottenbildung dann beschränkt und wo sie weiter fortschreitet, wird Chorion frondosum (‚zottenreiches Chorion‘) genannt, jener Teil, in dem sich die Zotten zurückbilden und schließlich verschwinden, wird Chorion laeve (‚glattes Chorion‘) genannt. Das Chorion frondosum ist der embryonale Anteil der Plazenta.
Während sich das Chorion in Chorion frondosa und Chorion laeve differenziert, bilden sich Kapillargefäße in den nicht-degenerierenden Sekundärzotten, durch die embryonales, später fetales, Blut fließt. Mit dem Fortschreiten der Entwicklung bilden diese nunmehr Tertiärzotten genannten Zotten zahlreiche Verzweigungen und der Syncytiotrophoblast zahlreiche Mikrovilli, sodass durch die Oberflächenvergrößerung der während des Wachstums zunehmende Stoffaustauschbedarf zwischen Mutter und Fetus bewältigt werden kann. Der von mütterlichem Blut erfüllte Raum um die Zotten, der den Lacunae der frühen Embryonalentwicklung entspricht, wird bei der voll ausgebildeten Plazenta als intervillöser Raum bezeichnet.

## Geschichte
Bei Soranos von Ephesos (2. Jahrhundert n. Chr.) bezeichnete „Chorion“ den gesamten Fruchtsack, bestehend aus dem eigentlichen Chorion sowie dem Amnion.

## Erkrankungen
- Chorangiom
- Amnioninfektionssyndrom (Chorioamnionitis)